# Howard Lanin
Howard Lanin (1897 - 1991) was een Amerikaanse bigband-leider. Hij was een van de meest succesvolle bandleiders in Philadelphia (Pennsylvania) en omgeving in het begin van de 20ste eeuw. 
Lanin was afkomstig uit een gezin van tien kinderen van Russisch-Joodse immigranten. Zijn broers Sam en Lester werden later eveneens bekende bandleiders. In 1909 werd Howard Lanin drummer in een orkest van een bioscoop. Rond 1913 begon hij zijn eerste dansband. Uiteindelijk werd hij bekend met zijn Howard Lanin Orchestra, dat op dansavonden, shows en conventies showtunes, walsen en (zoete) jazz speelde. Ook nam hij met verschillende groepen platen op, zoals met het Arcadia Orchestra. In tegenstelling tot zijn broers die voor New York kozen, hield Howard Lanin Philadelphia als zijn thuishaven aan.